# Tricentrus congestus
Tricentrus congestus är en insektsart som beskrevs av Walker 1870. Tricentrus congestus ingår i släktet Tricentrus och familjen hornstritar. Inga underarter finns listade i Catalogue of Life.